# Pithecellobium hansemannii
Pithecellobium hansemannii là một loài thực vật có hoa trong họ Đậu. Loài này được (F. Muell.) Mohlenbr. miêu tả khoa học đầu tiên năm 1966.